# T-34 (película)
T-34 (en ruso: Т-34) es una película rusa de género bélico de 2019 dirigida por Alekséi Sidorov. El título hace referencia al T-34, un modelo de tanque soviético utilizado durante la Segunda Guerra Mundial (Gran Guerra Patria). La película narra la vida de Nikolái Ivushkin, un comandante de tanque que es capturado por los alemanes. Tres años más tarde, comienza a planear su último escape, junto con su tripulación de tanque recién reclutada. Está protagonizada por Aleksándr Petrov como Nikolái Ivushkin, con Viktor Dobronravov, Irina Starshenbaum, Anton Bogdanov, Yuri Borisov, Semión Treskunov y Artyom Bystrov.
T-34 fue lanzado en Rusia por Central Partnership el 1 de enero de 2019, y en el resto del mundo el 11 de enero; así mismo, el 9 de mayo de ese año se estrenó en el canal Rossiya-1 para conmemorar el Día de la Victoria. Se convirtió en alquiler en formato IMAX. La película recibió críticas generalmente positivas, y los críticos elogiaron la calidad de la producción y los efectos visuales. Fue un éxito comercial, recaudando 2200 millones de rublos (unos 32 millones de dólares), frente a un presupuesto de producción de 600 millones de rublos, después de una semana en los cines. Ocupa el segundo lugar en la lista de éxitos de taquilla más grandes de Rusia con más de 8,5 millones de espectadores y 2 mil millones de rublos, y actualmente es la tercera película rusa más taquillera de todos los tiempos, detrás de Serf y Going Vertical.

## Argumento
En 1941, a las afueras de Moscú, en la Unión Soviética, durante la Segunda Guerra Mundial, las tropas alemanas avanzan hacia la ciudad. El joven tanquista del Ejército Rojo Nikolái Ivushkin (Aleksandr Petrov), recientemente ascendido a subteniente, viaja en un destartalado camión GAZ-AA, cuando se topan en una colina con un tanque alemán Panzer III que abre fuego contra él, aunque Nikolái, gracias a su entrenamiento, logra evadir los ataques y escapar ileso.
A Nikolái se le asigna el mando de un tanque T-34 dañado, cuya tripulación, compuesta por el conductor Stepán Vasilionok (Víktor Dobronrávov), el cargador Iván Kobzarenko (Artur Sopelnik) y el artillero Andréi Lykov (Piótr Skvortsov), fue la única de su batallón que sobrevivió. Ivushkin recibe las órdenes de retrasar a los alemanes únicamente con ese solitario tanque y una muy reducida infantería de apoyo. Pronto llega al pueblo de Niefiódovka la unidad del Hauptmann Klaus Jäger (Vinzenz Kiefer), de la 11° División Panzer de la Wehrmacht. El 27 de noviembre de 1941, tiene lugar la batalla, en la cual Ivushkin y su tripulación, mediante una astuta emboscada, logran destruir todos los tanques de la compañía alemana, pero tras el combate contra la tripulación de Jäger, ambos vehículos quedan inutilizados, siendo los únicos supervivientes Jäger, Ivushkin y Vasilionok. Estos últimos son capturados.
Tres años después, en el verano de 1944, Ivushkin y otros prisioneros de guerra soviéticos son llevados al Campo de concentración de Ohrdruf, en Turingia. Nikolái es encerrado en un bloque especial, debido a que se ha negado a revelar su nombre y rango a sus captores. Mientras tanto Jäger, quien ahora tiene el rango de SS-Standartenführer, se reúne con el Reichsführer-SS Heinrich Himmler y le sugiere la propuesta de entrenar a cadetes alemanes con objetivos "vivos"; es decir, tanques soviéticos capturados tripulados por prisioneros. Tras ser autorizado y recibir el permiso para utilizar un campo de entrenamiento, Jäger, mediante una prisionera del campo llamada Anya Yartseva (Irina Starshenbaum) como intérprete, le propone a Ivushkin la oferta de ser el comandante del tanque sin proyectiles para ser atacado por Panzers en el entrenamiento de cadetes alemanes. Aunque en un principio Ivushkin se niega, se ve obligado a aceptar después de que Jäger amenaza con matar a Anya.
Ivushkin recluta de entre los prisioneros a Vasilionok nuevamente como conductor, así como a otros dos hombres; Serafim Ionov (Yuri Borísov) como cargador y Demián Volchok (Antón Bogdánov) como artillero, para tripular un tanque T-34 que los alemanes acaban de capturar en el frente. En un principio, Ionov y Volchok se niegan a participar, pero Ivushkin les revela que tiene un plan para escapar del cautiverio. Mientras retiran los cadáveres de los anteriores tripulantes del tanque, encuentran seis proyectiles intactos, así como algunas granadas de mano. Tras obtener el permiso de enterrar a sus camaradas, los sepultan en pilas de piedras, donde esconden también las municiones. Su plan consiste escapar del campo de entrenamiento durante la prueba para llegar a la frontera del Protectorado Bohemio-Moravio, que se encuentra a unos 300 kilómetros de distancia.
Una vez reparado, el tanque es mostrado al comando alemán, y Jäger, al darse cuenta de la habilidad de la tripulación, ordena colocar minas antitanque alrededor del campo de entrenamiento. Anya le informa a Ivushkin sobre las minas y le pide que la deje escapar con ellos. Tras robar un mapa de la oficina de Jäger, que muestra la ruta segura para salir del área, obtiene un pase y abandona el campo. El día de la prueba de entrenamiento, llegan varios funcionarios del alto mando alemán para observar las pruebas. Nikolái y su tripulación encienden una hoguera para crear una cortina de humo para enmascarar sus movimientos. La tripulación dispara a un Panzer y lo deja fuera de combate, para sorpresa de los alemanes, quienes creían que el T-34 estaba desarmado. A continuación, dispara un segundo proyectil hacia la torre de observación, matando a la mayoría de los oficiales, aunque Jäger y otros pocos que logran escapar. A pesar de que los alemanes intentan detenerlos con ametralladoras y Stielhandgranate, el T-34 irrumpe el estacionamiento donde están los automóviles de los oficiales, aplastando a muchos de ellos, y sale del campo atravesando la puerta principal. En el camino, recogen a Anya en una parada. Con el mapa, la tripulación traza un rumbo hacia Bohemia-Moravia. En el camino, se abastecen de suministros, combustible y armas. Mientras tanto, Jäger los persigue con un grupo de tanques, y bloquea las carreteras aledañas con cañones antitanques, aunque la tripulación logra evadir a uno de estos cañones. Para ocultarse de los cañones alemanes -así como evitar que el tanque se sobrecaliente- se esconden en un bosque, y ahí Ivushkin le pide a Anya que escape a pie hacia Bohemia-Moravia, mientras la tripulación se prepara para la batalla.
Al principio, Nikolái sugiere abandonar el tanque y separarse, creyendo que tienen más posibilidades de sobrevivir si se separan, pero la tripulación insiste en quedarse con él. Mientras tanto, Jäger patrulla el área en un avión Fieseler Fi 156 para encontrar al T-34 de Nikolái. Luego toma el mando de cuatro Panzers y prepara una emboscada en la pequeña ciudad de Klingenthal. Una vez que llegan a la evacuada ciudad, se encuentran con los Panzers liderados por Jäger. El primero es derribado por un proyectil disparado por el T-34 que rebota en el pavimento, impactando la parte inferior y más vulnerable del tanque; Volchok mata con una granada a la tripulación del segundo y lo captura. Aprovechando la distracción de la explosión ocasionada por Volchok, la tripulación escapa por un callejón, pero se topan con el tercero, con el cual apuntan sus cañones mutuamente a quemarropa, aunque logran neutralizar al Panzer de un disparo en la torreta, y el cuarto es destruido por Volchok en el último momento con el Panzer que había secuestrado. Sin embargo, Jäger destruye rápidamente el Panzer secuestrado por Volchok, hiriéndolo gravemente. El T-34 y el Panzer de Jäger intercambian disparos brevemente (destruyendo el puerto de visión nocturna del Panzer), y a continuación Nikolái pide 5 minutos de tregua para recoger al herido Volchok e ingresarlo dentro del tanque, después de lo cual Jäger sale de su tanque y arroja su guante, como señal de buscar un duelo.
Ambos tanques salen de la ciudad y se enfrentan sobre un estrecho puente de piedra. Mientras los tanques cargan entre sí, Jäger realiza varios disparos, aunque ninguno consigue dañar seriamente al T-34, y la tripulación logra de manera precisa efectuar un disparo justo en la escotilla abierta del Panzer, matando a toda su tripulación (menos a Jäger). Ya sin municiones, Ivushkin ordena a Vasilionok embestir al Panzer, empujándolo hasta el borde del puente. Malherido, Jäger sale de su tanque, y aunque lo desafía a que le dispare, Ivushkin le muestra misericordia tratando de rescatarlo, poco antes de que el alemán caiga con su Panzer al río y muera. Con las orugas del T-34 inutilizadas, Ivushkin ordena a la tripulación hundir el tanque para que no caiga en manos del enemigo. Finalmente la tripulación se reúne con Anya en un prado a las afueras de la ciudad, y todos se dirigen a pie hacia la frontera checa, donde encuentran al Ejército Rojo.
Durante los créditos, se muestran cómo fueron las vidas pacíficas de los personajes en la posguerra; Vasilionok trabaja con un tractor y regresa con su esposa e hijo, Ionov ahora se dedica a pintar íconos en los templos, Volchok camina por el bosque, probablemente convirtiéndose en cazador, e Ivushkin regresa a casa con su madre, donde le presenta a Anya, y se preparan para casarse.

## Reparto
- Aleksandr Petrov como el subteniente Nikolái Ivushkin, oficial de la tripulación del tanque.
- Vinzenz Kiefer como el SS-Standartenführer Klaus Jäger.
- Víktor Dobronrávov como el sargento Stepán Vasilionok, conductor del tanque.
- Irina Starshenbaum como Anya Yartseva, una prisionera soviética que funge como intérprete y traductora del campo de concentración.
- Yuri Borísov como Serafím Ionov, cargador del tanque en 1944.
- Antón Bogdánov como Demián Volchok, artillero del tanque en 1944.
- Artur Sopelnik como Iván Kobzarenko, cargador del tanque en 1941.
- Piótr Skvortsov como Andréi Lykov, artillero del tanque en 1941.
- Semión Treskunov como Vasili Teterin "Teteria", camionero y solado del Ejército Rojo.
- Guram Bablishvili como el starshiná Guram Gabuliya, comandante del escuadrón de infantería.
- Danila Rassomajin como Vasechkin.
- Artiom Bystrov como el capitán Mijaíl Korin.
- Wolfgang Cerny como Wolf Hein, cargador alemán de Panzer.
- Dirc Simpson como Grimm, el comandante del campo.
- Joshua Grothe como Thielicke.
- Mike Davies como Heinz Guderian.
- Igor Jripunov como Lápikov.
- Robinson Reichel como Heinrich Himmler.
- Yaroslav Shtefanov como Makeyev, artillero soviético.
- Anton Shurtsov como jefe de gabinete.
- Christoph Urban como Schlozer.
- Alexandr Zaporozhets como Petya.
- Elena Drobysheva como la madre de Nikolái Ivushkin.

## Producción
El 10 de septiembre de 2015, se anunció que la compañía cinematográfica Mars Media produciría un drama de acción militar de alto presupuesto. Posteriormente se sumó al proyecto el productor Leonard Blavatnik, inversor, propietario de Amedia y del estudio Warner Music, eligiendo esta película entre un gran número de propuestas, lo que se debió también a motivos personales (la victoria en la Gran Guerra Patria es parte de la familia). historia, el abuelo del productor era un soldado de primera línea, y otras razones: los mejores artistas jóvenes, un equipo de filmación de primera clase y la experiencia exitosa del socio, la compañía Mars Media y personalmente Rubén Dishdishyan.
El director y guionista Alekséi Sidorov se propuso la tarea de “contar la historia de la guerra de tal manera que cautive a los jóvenes y no cause controversia entre quienes aún guardan la Gran Guerra Patria en su memoria”.
La película presentaba varios tanques, incluido un T-34 real, que fue destruido durante la guerra. Para el rodaje de la película, el coche fue restaurado: el motor fue reconstruido y puesto en condiciones de combate, se recreó el camuflaje que se utilizó en el invierno de 1941 bajo el nombre de “bosque de invierno”.
El diseñador de producción de la película, Konstantín Pajotin, construyó una aldea entera en un mes en un campo cerca de la aldea de Strelkovka, en la región de Kaluga. Aunque las casas de la historia serán destruidas al comienzo de la película, cada una tiene su propio estilo especial y decoración tallada. Los accesorios fueron cuidadosamente seleccionados, con la ayuda de los residentes locales.
El campo de concentración se rodó en la ciudad checa de Terezín, en el territorio del verdadero campo de concentración de Theresienstadt, ahora convertido en Museo del Gueto. Para la escena de llegada del tren de prisioneros se utilizaron auténticas locomotoras y vagones alemanes antiguos. El rodaje del encuentro con Heinrich Himmler tuvo lugar en la sala Rudolfinum de Praga. Las escenas del tanque en la calle se rodaron en la localidad checa de Loket.